# Annelövs station
Annelövs station var en järnvägsstation som låg i Kvärlöv längs Landskrona–Kävlinge Järnväg. Stationen som invigdes 1893 låg nio kilometer från Kävlinge och tolv kilometer från Landskrona gamla station. I slutet av 1990-talet i samband med att trafiken flyttades till Västkustbanan revs spåren upp och en cykelbana etablerades på banvallen från Annelövs station fram till dess korsning med Västkustbanan i höjd med gamla krutfabriken i Annelöv.